# جب الأملس
جب الأملس قرية تتبع منطقة صافيتا في محافظة طرطوس.